# Botafogo RJ
Botafogo de Futebol e Regatas este un club de fotbal din Rio de Janeiro, Brazilia. Este recunoscut în primul rând pentru secțiunea sa de fotbal, dar are și secțiuni de fotbal pe plajă, canotaj, volei, baschet, înot și altele. Deține recordul pentru cea mai mare diferență de scor în timpul unui meci de fotbal din Brazilia, 24-0 împotriva Sport Club Mangueira, în 1909. Deține, la egalitate cu rivala Flamengo, recordul pentru cea mai lungă perioadă de invincibilitate din fotbalul național, cu 52 de meciuri fără înfrângere între 1977 și 1978.

## Palmares

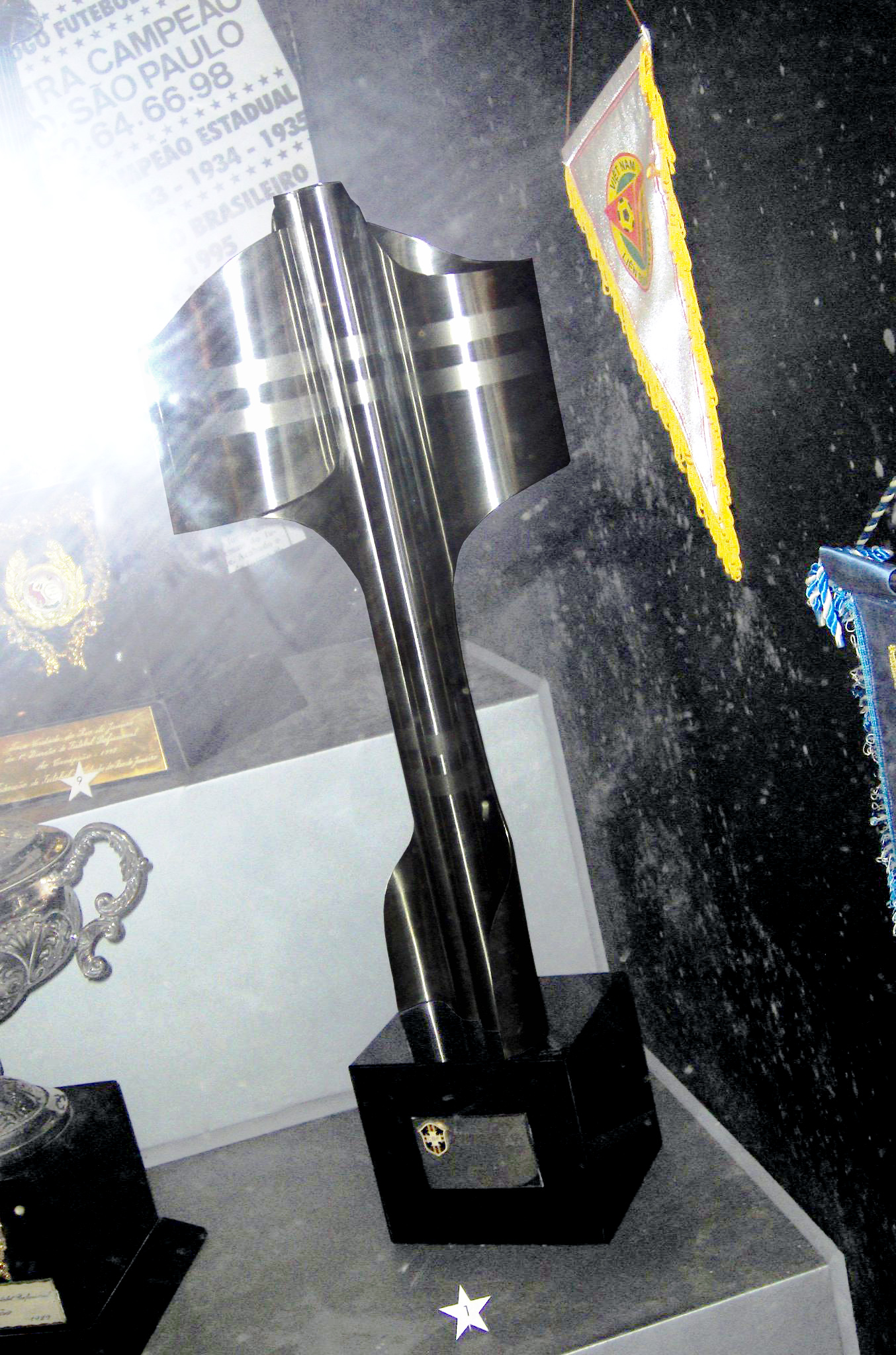
Trofeul pentru Campionatul Braziliei 1995.

### Internațional
- Copa Libertadores: 1

2024
- Copa CONMEBOL: 1

1993
- Turneul Parisului: 1

1963

### Domestic
- Campeonato Brasileiro Série A: 3

1968, 1995, 2024

### Regional
- Torneio Rio-São Paulo: 4

1962, 1964, 1966, 1998
- Taça Rio-Sul: 1

1931
- Campeonato Carioca: 21

1907*, 1910, 1912, 1930, 1932, 1933, 1934, 1935, 1948, 1957, 1961, 1962, 1967, 1968, 1989, 1990, 1997, 2006, 2010, 2013, 2018
- Taça Guanabara: 7

1967, 1968, 1997, 2006, 2009, 2010, 2013
- Taça Rio: 9

1975, 1976, 1989, 1997, 2007, 2008, 2010, 2012, 2013
- Cupa Interstate a Cluburilor: 1

1931

## Lotul actual
La 15 august 2025.
| Nr. |           | Poziție | Jucător                              |
| --- | --------- | ------- | ------------------------------------ |
| 1   | Brazilia  | P       | Raul                                 |
| 2   | Brazilia  | F       | Vitinho                              |
| 4   | Uruguay   | F       | Mateo Ponte                          |
| 7   | Brazilia  | A       | Artur                                |
| 8   | Argentina | M       | Álvaro Montoro                       |
| 9   | Spania    | A       | Chris Ramos (împrumutat de la Cádiz) |
| 10  | Venezuela | M       | Jefferson Savarino                   |
| 11  | Brazilia  | A       | Matheus Martins                      |
| 12  | Brazilia  | P       | John Victor                          |
| 13  | Brazilia  | F       | Alex Telles                          |
| 14  | Columbia  | M       | Jordan Barrera                       |
| 15  | Angola    | F       | Bastos                               |
| 16  | Brazilia  | A       | Nathan Fernandes                     |
| 17  | Brazilia  | M       | Marlon Freitas (căpitan)             |
| 19  | Brazilia  | A       | Kayke                                |
| 20  | Argentina | F       | Alexander Barboza                    |
| 21  | Brazilia  | F       | Marçal                               |

| Nr. |           | Poziție | Jucător                                                   |
| --- | --------- | ------- | --------------------------------------------------------- |
| 22  | Brazilia  | P       | Norberto Neto                                             |
| 23  | Uruguay   | M       | Santiago Rodríguez                                        |
| 24  | Brazilia  | P       | Léo Linck                                                 |
| 25  | Brazilia  | M       | Allan                                                     |
| 28  | Brazilia  | M       | Newton                                                    |
| 30  | Argentina | A       | Joaquín Correa                                            |
| 31  | Brazilia  | F       | Kaio Pantaleão                                            |
| 35  | Brazilia  | M       | Danilo Oliveira                                           |
| 39  | Uruguay   | A       | Gonzalo Mastriani (împrumutat de la Athletico Paranaense) |
| 40  | Ecuador   | P       | Cristhian Loor                                            |
| 47  | Brazilia  | A       | Jeffinho                                                  |
| 48  | Brazilia  | M       | Huguinho                                                  |
| 57  | Brazilia  | F       | David Ricardo                                             |
| 66  | Brazilia  | F       | Cuiabano                                                  |
| 77  | Brazilia  | M       | Kauan Lindes                                              |
| 98  | Brazilia  | A       | Arthur Cabral                                             |

## Antrenori
- Zezé Moreira (Jan 1, 1948–Dec 31, 1948)
- Zé Mário (Jan 1, 1982–30 iunie 1982)
- Sebastião Lazaroni (1 iulie 2000–30 iunie 2001)
- Paulo Bonamigo (Aug 17, 2004–23 martie 2005)
- Paulo César Gusmão (26 martie 2005–30 iunie 2005)
- Péricles Chamusca (1 iulie 2005–Aug 28, 2005)
- Celso Roth (Aug 30, 2005–Dec 4, 2005)
- Cuca (1 mai 2006–Sept 27, 2007)
- Mário Sérgio (Sept 28, 2007–Oct 6, 2007)
- Geninho (30 mai 2008–11 iunie 2008)
- Ney Franco (11 iulie 2008–Aug 10, 2009)
- Estevam Soares (Aug 12, 2009–Jan 25, 2010)
- Joel Santana (Jan 26, 2010–22 martie 2011)
- Caio Júnior (23 martie 2011–Nov 17, 2011)
- Oswaldo de Oliveira (Jan 2, 2012–Dec 9, 2013)
- Eduardo Hungaro (Jan 2, 2014–11 aprilie 2014)
- Vágner Mancini (15 aprilie 2014–Dec 10, 2014)
- René Simões (Dec 14, 2014–Jul 15)
- Ricardo Gomes (22 iulie 2015 – 12 august 2016)
- Jair Ventura (10 mai 2016 – 18 decembrie 2017)
- Felipe Conceição (1 ianuarie 2018 – 28 februarie 2018)
- Alberto Valentim (3 martie 2018 – 19 iunie 2018)
- Marcos Paquetá (26 iunie 2018 – 2 august 2018)
- Zé Ricardo (4 august 2018 – 12 aprilie 2019)
- Eduardo Barroca (15 aprilie 2019 – 6 octombrie 2019)
- Alberto Valentim (14 octombrie 2019 – 9 februarie 2020)
- Paulo Autuori (13 februarie 2020 – 1 octombrie  2020)
- Bruno Lazaroni (1 octombrie 2020 – 28 octombrie 2020)
- Ramón Díaz (5 noiembrie 2020 – 27 noiembrie 2020)
- Eduardo Barroca (27 noiembrie 2020 – 6 februarie 2021)
- Marcelo Chamusca (26 februarie 2021 – 13 iulie 2021)
- Enderson Moreira (20 iulie 2021 – 11 februarie 2022)
- Luís Castro (25 martie 2022 – 30 iunie 2023)
- Bruno Lage (8 iulie 2023 – octombrie 2023)
- Fábio Matias (februarie 2024 - aprilie 2024)
- Artur Jorge (aprilie 2024 – ianuarie 2025)